# Le Carnaval de Venise (ballet)
Pour les articles homonymes, voir Le Carnaval de Venise.
Le Carnaval de Venise est un ballet-pantomime en 2 actes de Louis Milon, musique de Louis de Persuis et Rodolphe Kreutzer, représenté pour la première fois à l'Opéra de Paris le 22 février 1816. Les rôles principaux sont dansés par Émilie Bigottini, Albert et Ferdinand.
La pièce connut un grand succès sur toutes les scènes européennes.